# Châtenay, Isère
Châtenay är en kommun i departementet Isère i regionen Auvergne-Rhône-Alpes i sydöstra Frankrike. Kommunen ligger i kantonen Roybon som tillhör arrondissementet Grenoble. År 2022 hade Châtenay 432 invånare.

## Befolkningsutveckling
Antalet invånare i kommunen Châtenay
Referens:INSEE